# Marie and Bruce
Pour plus de détails, voir Fiche technique et Distribution.
Marie and Bruce, ou Marie et Bruce au Québec, est un film américain réalisé par Tom Cairns, sorti en 2004.

## Fiche technique
- Titre québécois : Marie et Bruce
- Titre original : Marie and Bruce
- Réalisation : Tom Cairns
- Scénario : Wallace Shawn, d'après sa pièce éponyme et Tom Cairns
- Direction artistique : Lucio Seixas
- Décors : Susan Block
- Costumes : Carol Oditz
- Photographie : Patrick Cady
- Montage : Andy Keir
- Musique : Mark Degli Antoni (en)
- Production : George VanBuskirk
  -  Production déléguée : Joseph Caruso, Jonathan Cavendish (en), Ron Gell, Nesim Hason, Sezin Hason, Khelly Miller, Julianne Moore, David Newman, Amy Robinson
  - Coproduction : Kelly Miller, Kimberly Reiss
- Sociétés de production : Holedigger Films, New Films International
- Société de distribution : New Films International
- Pays de production : États-Unis
- Langue originale : anglais
- Format : couleur – 35 mm – 1,78:1 – son Dolby Digital
- Genre : comédie dramatique
- Durée : 90 minutes
- Dates de sortie :
  - États-Unis : 19 janvier 2004 (Festival du film de Sundance)
  - États-Unis : 10 mars 2009 (DVD)
  - France : inédit

## Distribution
Légende : VQ = Version Québécoise
- Julianne Moore (VQ : Marie-Andrée Corneille) : Marie
- Matthew Broderick (VQ : Antoine Durand) : Bruce
- Bob Balaban (VQ : Jacques Lavallée) : Roger
- Griffin Dunne : l'invité au restaurant
- Julie Hagerty (VQ : Hélène Lasnier) : l'invitée à la soirée chez Frank
- Robert Appleton : Reggie
- David Aaron Baker : Antione
- Andy Borowitz : Jim
- Steve Burns : Fred
- Carl Burrows : Mariner
- Derrick Damions : Peter
- Blossom Dearie : Gwendolyn
- Brother Eden Douglas : l'invité excentrique au dîner
- Marshall Efron : Ed

## Autour du film
- Malgré une présentation au festival de Sundance en 2004, le film n'est pas sorti en salles mais directement en DVD à partir de 2005.